# Döbörhegy
Döbörhegy là một thị trấn thuộc hạt Vas, Hungary. Thị trấn này có diện tích 11,75 km², dân số năm 2010 là 161 người, mật độ 14 người/km².